# 하이네켄 (기업)
하이네켄 인터내셔널 (Heineken)은 1864년 암스테르담에서 제라드 아드리안 하이네켄이 설립한 네덜란드 양조 회사이다. 네덜란드 증권거래소(AMS)에 종목코드 HEIA으로 상장되어 있다. 2007년을 기준으로 하이네켄은 65개국 이상에서 119개를 넘는 양조장을 소유 하고 있으며, 대략 54,004 명의 직원을 고용 하고 있다. 크루즈캄포, 타이거 비어, 지위엑 브루워리, 스타로브르노, 자고르카, 비라 모렛티, 오코타, 머피스, 스타, 물론 하이네켄 맥주를 포함하는 170개 이상의 우수하고, 지역적인, 전문 맥주를 주조하여 판매한다.
매년 1억 3920만 헥토리터의 맥주를 생산 하는, 하이네켄은 수익에 있어
앤호이저 부시 인베브와 SAB밀러 다음으로 세계에서 세 번째로 큰 양조업체이다. 하이네켄의 네덜란드 양조장은 조에테르우드 (Zoeterwoude), 스헤르토헨보스 ('s-Hertogenbosch), 웨일레 (Wijlre)에 위치한다. 1988년에 문을 닫은 암스테르담에 있는 초기 양조장은 하이네켄 익스피어리언스 (Heineken Experience)라 부르는 박물관으로서 보존 중이다.

## 역사

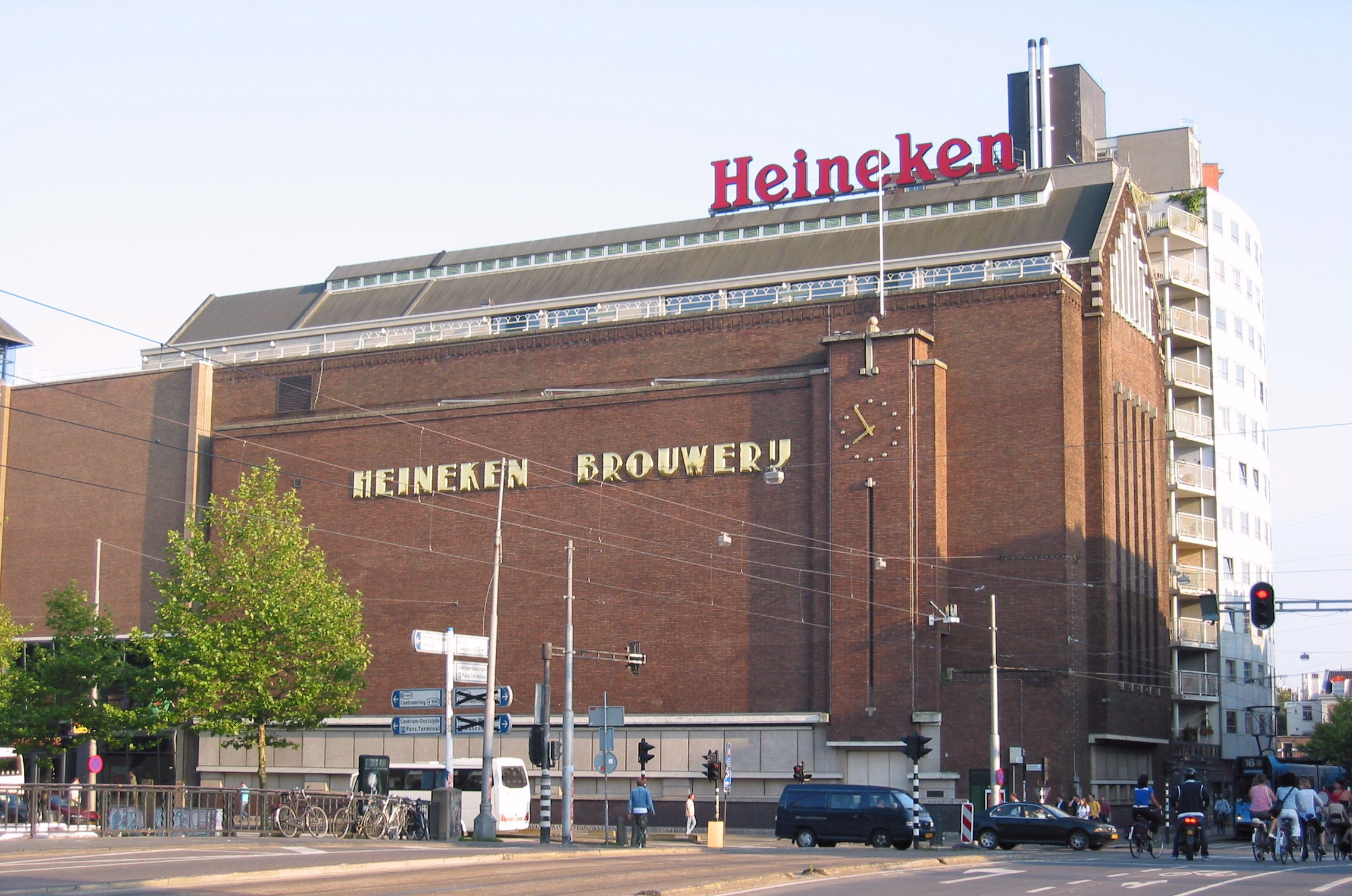
Former Heineken brewery in Amsterdam, now the Heineken Experience on Stadhouderskade and Ferdinand Bolstraat

하이네켄 회사는 22살의 제라드 아드리안 하이네켄이 암스테르담에 있는 《De Hooiberg》(건초더미)라는 양조장을 사들였을때인 1864년에 설립되었다. 1873년에 양조장의 이름은 《Heineken's Bierbrouwerij Maatschappij》로 변경되었으며, 1874년에 로테르담에 두 번째 양조장을 열었다. 1886년에 프랑스 화학자 루이 파스퇴르의 제자, H. 엘리온 박사가 하이네켄 연구실에서 "하이네켄 A-효모"를 개발했다. 이 효모는 아직도 하이네켄 맥주의 핵심 재료이다. 1887년에 하이네켄은 하면효모 방법으로 바꾸었다.
설립자의 아들, 헨리 피에르 하이네켄이 1917년에서 1940년까지 회사를 경영했으며 1951년까지 회사의 일에 관여하였다. 그의 임기 동안, 하이네켄은 대량 생산을 하는 동안 한결같은 맥주 품질을 유지하는 기술을 개발하였다. 헨리 피에르의 아들, 알프레드 헨리 "프레디" 하이네켄이 1940년에 회사에서 일을 시작했으며, 1971년에 이사회 의장으로 지명되었다. 그는 1989년에 의사회 의장을 은퇴했으며, 2002년에 죽을 때까지 회사의 일에 참여하였다.
제1차 세계대전 후, 회사는 더 많은 수출에 집중했다. 미국의 금주법이 끝난 뒤 3일 째에, 최초의 하이네켄 선적품이 최초의 합법적인 맥주 선적품으로서 미국에 상륙했다. 그 날로부터 하이네켄은 미국에서 가장 성공적인 수입 맥주 브랜드 중 하나로 상태를 유지중이다.

### 확장
이 시기 동안, 하이네켄은 경쟁사를 사들이고 그 회사들을 문닫게 함으로써 하이네켄의 주식값을 높이기 위해 노력했다. 제2차 세계대전 후, 많은 소규모의 맥주 회사들이 인수되거나 폐업하였다. 1968년에 하이네켄은 현지의 가장 큰 경쟁사, 암스텔과 합병하였으며, 1975년에 조에테르우드 (Zoeterwoude)에 새로운 양조장을 열었다. 암스텔 양조장은 1980년에 문을 닫았으며, 조에테르우드와 스헤르토헨보스로 생산 기지를 옮겼다.

## 참고
1. 1 2 3  “Profile - Annual Report 2007”. 《www.heinekeninternational.com》. Heineken International. 2009년 3월 2일에 원본 문서에서 보존된 문서. 2008년 12월 2일에 확인함. |웹사이트=에 외부 링크가 있음 (도움말)